# Liste der Naturdenkmale im Landkreis Schaumburg
Die Liste der Naturdenkmale im Landkreis Schaumburg nennt die Naturdenkmale im Landkreis Schaumburg in Niedersachsen.
Am 31. Dezember 2016 waren im Landkreis Schaumburg 53 Naturdenkmale verzeichnet.

## Auetal
In Auetal sind keine Naturdenkmale verordnet.

## Bückeburg
| Bild | Bezeichnung             | Ort, Lage                                                        | Beschreibung | Schutzzweck | Nummer       |
| ---- | ----------------------- | ---------------------------------------------------------------- | ------------ | ----------- | ------------ |
| BW   | 2 Eiben                 | Bückeburg am Harrl bei Bergdorf (52° 15′ 16,5″ N, 9° 3′ 35,2″ O) |              |             | ND SHG 00002 |
| BW   | Hexenteich und Felswand | Bückeburg im Harrl (52° 15′ 0,3″ N, 9° 4′ 8,3″ O)                |              |             | ND SHG 00058 |

## Obernkirchen
| Bild | Bezeichnung | Ort, Lage                                                       | Beschreibung | Schutzzweck | Nummer       |
| ---- | ----------- | --------------------------------------------------------------- | ------------ | ----------- | ------------ |
| BW   | Linde       | Obernkirchen an der Stiftsmauer (52° 16′ 9,3″ N, 9° 7′ 43,3″ O) |              |             | ND SHG 00019 |
| BW   | Eiche       | Obernkirchen Sülbecker Weg (52° 16′ 56,4″ N, 9° 8′ 16,6″ O)     |              |             | ND SHG 00033 |

## Rinteln
| Bild            | Bezeichnung                                | Ort, Lage                                                            | Beschreibung                        | Schutzzweck | Nummer       |
| --------------- | ------------------------------------------ | -------------------------------------------------------------------- | ----------------------------------- | ----------- | ------------ |
| Fotos hochladen | Springsteine                               | Deckbergen (52° 12′ 45,1″ N, 9° 10′ 24,3″ O)                         |                                     |             | ND SHG 00008 |
| BW              | Buchenreihe                                | Rinteln (52° 12′ 20,7″ N, 9° 12′ 5,5″ O)                             |                                     |             | ND SHG 00011 |
| BW              | 2 Lebensbäume                              | Rinteln Zum Allersiek (52° 12′ 31,2″ N, 9° 3′ 31,2″ O)               |                                     |             | ND SHG 00015 |
| BW              | 2 Pyramideneichen, 1 Eibe                  | Rinteln Ost-Contrescarpe (52° 11′ 7,9″ N, 9° 5′ 15,3″ O)             |                                     |             | ND SHG 00022 |
| BW              | Platane                                    | Rinteln Breite Straße/Bahnhofstraße (52° 11′ 43,2″ N, 9° 4′ 46,5″ O) |                                     |             | ND SHG 00027 |
| BW              | Feldulme                                   | Rinteln bei Gut Dankersen (52° 12′ 6,9″ N, 9° 3′ 17,6″ O)            |                                     |             | ND SHG 00031 |
| BW              | Hain                                       | Rinteln bei Gut Dankersen (52° 12′ 5,6″ N, 9° 3′ 10,1″ O)            |                                     |             | ND SHG 00032 |
| BW              | Eiche                                      | Wennenkamp Kreisstraße (52° 8′ 43,4″ N, 9° 8′ 23,6″ O)               |                                     |             | ND SHG 00039 |
| Fotos hochladen | Schlosspark Arensburg                      | Steinbergen (52° 13′ 7,2″ N, 9° 7′ 5″ O)                             |                                     |             | ND SHG 00040 |
| BW              | Pyramideneiche                             | Exten Im Gallenort (52° 10′ 18,9″ N, 9° 5′ 43,7″ O)                  |                                     |             | ND SHG 00042 |
| BW              | Eibe                                       | Rinteln (52° 11′ 4,1″ N, 9° 4′ 59,9″ O)                              | SHG 45-52 stehen im Kreis um SHG 44 |             | ND SHG 00044 |
| BW              | Wacholder                                  | Rinteln (52° 11′ 5,6″ N, 9° 4′ 59,6″ O)                              | SHG 45-52 stehen im Kreis um SHG 44 |             | ND SHG 00045 |
| BW              | Ginkgobaum                                 | Rinteln (52° 11′ 5,6″ N, 9° 5′ 0,7″ O)                               | SHG 45-52 stehen im Kreis um SHG 44 |             | ND SHG 00046 |
| BW              | Sumpfzypresse                              | Rinteln (52° 11′ 5,3″ N, 9° 5′ 1,6″ O)                               | SHG 45-52 stehen im Kreis um SHG 44 |             | ND SHG 00047 |
| BW              | Rüster                                     | Rinteln (52° 11′ 4,5″ N, 9° 5′ 1,8″ O)                               | SHG 45-52 stehen im Kreis um SHG 44 |             | ND SHG 00048 |
| BW              | Koloradotanne                              | Rinteln (52° 11′ 3,8″ N, 9° 5′ 1,4″ O)                               | SHG 45-52 stehen im Kreis um SHG 44 |             | ND SHG 00049 |
| BW              | Lärche                                     | Rinteln (52° 11′ 3,3″ N, 9° 5′ 0,7″ O)                               | SHG 45-52 stehen im Kreis um SHG 44 |             | ND SHG 00050 |
| BW              | Lindengruppe                               | Rinteln (52° 11′ 3,1″ N, 9° 4′ 59,1″ O)                              | SHG 45-52 stehen im Kreis um SHG 44 |             | ND SHG 00051 |
| BW              | Tulpenbaum                                 | Rinteln (52° 11′ 4,2″ N, 9° 4′ 58″ O)                                | SHG 45-52 stehen im Kreis um SHG 44 |             | ND SHG 00052 |
| BW              | Linde                                      | Rinteln bei Gut Dankersen (52° 12′ 3,8″ N, 9° 3′ 9,7″ O)             |                                     |             | ND SHG 00055 |
| BW              | Eichen-Hudewald im sogenannten Katzengrund | Rinteln Burgstraße (52° 12′ 2,9″ N, 9° 12′ 33,9″ O)                  |                                     |             | ND SHG 00056 |

## Stadthagen
| Bild            | Bezeichnung  | Ort, Lage                                                                           | Beschreibung | Schutzzweck | Nummer       |
| --------------- | ------------ | ----------------------------------------------------------------------------------- | ------------ | ----------- | ------------ |
| BW              | Buchengruppe | Heuerßen Heuerßer Straße (K30), südwestlich des Ortes (52° 19′ 29″ N, 9° 16′ 28″ O) |              |             | ND SHG 00004 |
| BW              | Eiche        | Hörkamp Waldstraße (52° 17′ 27,5″ N, 9° 14′ 30,4″ O)                                |              |             | ND SHG 00009 |
| BW              | Rotbuche     | Stadthagen Bruchhof (52° 18′ 17,3″ N, 9° 10′ 56,1″ O)                               |              |             | ND SHG 00021 |
| Fotos hochladen | Eiche        | Blyinghausen an der K29 nördlich des Ortes (52° 19′ 19,7″ N, 9° 15′ 0,2″ O)         |              |             | ND SHG 00024 |

## Samtgemeinde Eilsen
| Bild            | Bezeichnung                 | Ort, Lage                                                    | Beschreibung | Schutzzweck | Nummer       |
| --------------- | --------------------------- | ------------------------------------------------------------ | ------------ | ----------- | ------------ |
| Fotos hochladen | Kiefer                      | Buchholz westlich des Ortes (52° 13′ 27,4″ N, 9° 6′ 56,9″ O) |              |             | ND SHG 00001 |
| BW              | Tuffsteindurchbruch der Aue | Bad Eilsen Kurpark (52° 14′ 27,1″ N, 9° 6′ 13,4″ O)          |              |             | ND SHG 00016 |

## Samtgemeinde Lindhorst
In der Samtgemeinde Lindhorst sind keine Naturdenkmale verordnet.

## Samtgemeinde Nenndorf
| Bild            | Bezeichnung         | Ort, Lage                                                                                  | Beschreibung                                       | Schutzzweck | Nummer       |
| --------------- | ------------------- | ------------------------------------------------------------------------------------------ | -------------------------------------------------- | ----------- | ------------ |
| Fotos hochladen | Eichengruppe        | Suthfeld (52° 22′ 16,3″ N, 9° 23′ 57,9″ O)                                                 |                                                    |             | ND SHG 00017 |
| Fotos hochladen | Krater              | Bad Nenndorf Stadthagener Straße (52° 19′ 35″ N, 9° 21′ 44,1″ O)                           |                                                    |             | ND SHG 00020 |
| Fotos hochladen | Eiche               | Bad Nenndorf im Erlengrund bei der Cecilienhöhe (52° 19′ 35″ N, 9° 23′ 21,2″ O)            |                                                    |             | ND SHG 00023 |
| Fotos hochladen | Buchengruppe        | Bad Nenndorf westlich der A2-Anschlussstelle Bad Nenndorf (52° 20′ 6,2″ N, 9° 24′ 20,7″ O) | mit Saatkrähenkolonie                              |             | ND SHG 00025 |
| Fotos hochladen | Linde und Bergahorn | Bad Nenndorf Landwehrstraße (52° 20′ 4,4″ N, 9° 23′ 57,7″ O)                               | an der ehemaligen Forstwartei Bückethaler Landwehr |             | ND SHG 00026 |

## Samtgemeinde Niedernwöhren
| Bild | Bezeichnung | Ort, Lage                                                    | Beschreibung | Schutzzweck | Nummer       |
| ---- | ----------- | ------------------------------------------------------------ | ------------ | ----------- | ------------ |
| BW   | Findling    | Wiedensahl Heuerßer Straße (52° 24′ 17,1″ N, 9° 8′ 40,7″ O)  |              |             | ND SHG 00010 |
| BW   | Eiche       | Kuckshagen (52° 20′ 4,3″ N, 9° 7′ 48,4″ O)                   |              |             | ND SHG 00014 |
| BW   | Eibe        | Pollhagen Natenhöher Straße (52° 23′ 23,4″ N, 9° 9′ 57,4″ O) |              |             | ND SHG 00028 |
| BW   | Mammutbaum  | Pollhagen (52° 23′ 57,5″ N, 9° 11′ 36,4″ O)                  |              |             | ND SHG 00043 |

## Samtgemeinde Nienstädt
| Bild | Bezeichnung | Ort, Lage                                                | Beschreibung | Schutzzweck | Nummer       |
| ---- | ----------- | -------------------------------------------------------- | ------------ | ----------- | ------------ |
| BW   | Platane     | Helpsen Bahnhofstraße (52° 18′ 29,2″ N, 9° 7′ 15,9″ O)   |              |             | ND SHG 00012 |
| BW   | Eiche       | Kirchhorsten (52° 18′ 9,6″ N, 9° 7′ 41,3″ O)             |              |             | ND SHG 00018 |
| BW   | Baumgruppe  | Nienstädt Hof Meinefeld (52° 18′ 27,4″ N, 9° 9′ 48,8″ O) |              |             | ND SHG 00041 |

## Samtgemeinde Rodenberg
| Bild                          | Bezeichnung    | Ort, Lage                                                                                   | Beschreibung | Schutzzweck | Nummer       |
| ----------------------------- | -------------- | ------------------------------------------------------------------------------------------- | --- | ----------- | ------------ |
| Fotos hochladen               | Süntelbuche    | Lauenau im Volkspark westlich der Rodenberger Straße 5 (52° 16′ 32,1″ N, 9° 22′ 4,1″ O)     | |             | ND SHG 00005 |
| mehr Fotos \| Fotos hochladen | Alte Taufe     | Lauenau südlich des Kammweges im Deister (52° 16′ 31,1″ N, 9° 26′ 11,8″ O)                  | |             | ND SHG 00006 |
| Fotos hochladen               | 2 Linden       | Groß Hegesdorf Kohlenweg (52° 18′ 48,9″ N, 9° 18′ 44,8″ O)                                  | Die Bäume sind „vor Jahren“ umgestürzt und 2017 nicht mehr vorhanden. |             | ND SHG 00013 |
| mehr Fotos \| Fotos hochladen | Süntelbuche    | Hülsede am Bach im Süntel (52° 14′ 7,8″ N, 9° 20′ 22″ O)                                    | etwa 100 Jahre alte Süntelbuche. Rares zweistämmiges Exemplar der seltenen Baumart. 2019 wurde einer der beiden Stämme abgesägt.                                                                    |             | ND SHG 00034 |
| mehr Fotos \| Fotos hochladen | 3 Süntelbuchen | Hülsede am Süntelrand hinter dem Ehrenmal Hülsede/Meinsen (52° 14′ 25,5″ N, 9° 20′ 27,7″ O) | |             | ND SHG 00035 |
| mehr Fotos \| Fotos hochladen | Süntelbuche    | Hülsede am Hang gegenüber von Kracke's Ruh. (52° 14′ 14,7″ N, 9° 20′ 45″ O)                 | |             | ND SHG 00036 |
| mehr Fotos \| Fotos hochladen | Orchideenwiese | Hülsede am Süntelrand (52° 14′ 12,5″ N, 9° 20′ 48,4″ O)                                     | Vorkommen des Breitblättrigen Knabenkraut (Dactylorhiza majalis). Die geschützte Wiese wird nicht mehr wie früher beweidet. Schneller wachsende Gräser und Kräuter kommen der Orchideenblüte zuvor. |             | ND SHG 00037 |
| Fotos hochladen               | Eichengruppe   | Schmarrie (52° 14′ 28,5″ N, 9° 22′ 33,4″ O)                                                 | (vor 2017) aus Verkehrssicherungsgründen gefällt. |             | ND SHG 00029 |

## Samtgemeinde Sachsenhagen
| Bild | Bezeichnung              | Ort, Lage                                                             | Beschreibung | Schutzzweck | Nummer       |
| ---- | ------------------------ | --------------------------------------------------------------------- | ------------ | ----------- | ------------ |
| BW   | Höltgenbusch             | Auhagen (52° 24′ 25,7″ N, 9° 18′ 0,7″ O)                              |              |             | ND SHG 00003 |
| BW   | Baumhasel und Hängebuche | Wölpinghausen am Forst Spießingshol (52° 24′ 45,9″ N, 9° 11′ 56,2″ O) |              |             | ND SHG 00059 |